# فینکس فورس
فینکس فورس (به انگلیسی: Phoenix Force) یک نهاد کیهانی خیالی در کتاب‌های کامیک منتشر شده توسط مارول کامیکس است. این موجودیت و نیروی کیهانی با شخصیت‌های دیگر پیوند داده می‌شود و اغلب از نام مستعار فینکس استفاده می‌کند. فینکس توسط کریس کلیرمونت و دیو کاکرام خلق شده است و برای اولین بار در شمارهٔ ۱۰۱ از مجموعه کتاب کامیک مردان-ایکس غیرطبیعی (اکتبر ۱۹۷۶) حضور پیدا کرد. او که از ناحیه پوچ مابین وضعیت موجود زاده شده است به عنوان فرزند جهان و یکی از کهن‌ترین و قدرتمندترین نیروهای کیهانی در جهان به‌شمار می‌رود. فینکس فورس یک نهاد کیهانی بسیار قدرتمند، موجودیتی تغییرناپذیر، جاودانه و نمایانگر تمامی اشکال حیات در زمان حال و آینده است. او گهگاه برای زندگی میزبانی انتخاب می‌کند، و نیروی عظیم خود را به او اعطا می‌نماید.
فینکس فورس بیشتر برای نقش گسترده خود در خط داستان سرگذشت‌نامه دارک فینکس شناخته شده است، و اغلب با شخصیت جین گری در ارتباط است. او به عنوان سرچشمه تمام انرژی‌های دورکاری ذهن به‌شمار می‌رود و برای همیشه در واقعیت‌های فرضیه چندجهانی وجود خواهد داشت.